# El Guásimo (Los Santos)
El Guásimo è un comune (corregimiento) della Repubblica di Panama situato nel distretto di Los Santos, provincia di Los Santos. Si estende su una superficie di 30,8 km² e conta una popolazione di 610 abitanti (censimento 2010).